# 1940年4月7日日食
1940年4月7日日食是一次日環食，發生於1940年4月7日（東半球為4月8日）。新月當天（即朔日），地球上觀測到月球和太阳的角距離極小，此時月球如果恰好在月球交點附近，穿過太阳和地球之間，與地球、太阳接近一直線，則會出現日食。月球穿過太阳和地球之間，但距地球較遠，本影未能接觸地表，而使偽本影覆蓋的區域內看到月球的角直徑小於太陽，就形成日環食，同時在偽本影兩側數千公里的半影範圍內形成日偏食。此次日環食經過了吉爾伯特及埃利斯群島、墨西哥、美国，日偏食則覆蓋了拉丁美洲的大部分及周邊部分地區。

## 日食概況

### 出現區域
塔馬納島西南約230公里的太平洋西部洋面在4月8日日出時最先看到日環食，隨後月球偽本影向東北經過英國殖民地吉爾伯特及埃利斯群島（今屬基里巴斯的部分）的部分島嶼，途中跨過國際日期變更線，在墨西哥克拉里翁島以西約1400公里處達到最大食分。此後偽本影斜貫墨西哥北部、美国東南部，進入大西洋，逐漸轉為向東移動，在日落時分結束於百慕大東南約590公里的洋面。
偽本影經過的陸地依次包括：
- 吉尔伯特和埃利斯群岛（今基里巴斯部分）：塔馬納島南半部、阿羅賴島、坎頓島、圣诞岛；
- 墨西哥：自西向東貫穿南下加利福尼亞州北部和索諾拉州南部，擦過錫納羅亞州北部，貫穿奇瓦瓦州中部偏南，經過科阿韋拉州北部；
- 美国：自西向東貫穿德克薩斯州中部偏南和路易斯安那州中南部，經過密西西比州南部、亚拉巴马州南部、佛罗里达州北部、喬治亞州南部。[3][4]

除了上述狹窄的環食帶內能看到日環食之外，月球半影覆蓋範圍內都能看到日偏食，包括美拉尼西亞島群東部、密克羅尼西亞島群東部、玻里尼西亞島群中北部、阿拉斯加領地（今美国阿拉斯加州）東南部、加拿大中南部、紐芬蘭自治領（今加拿大紐芬蘭與拉布拉多省）、圣皮埃尔和密克隆、美国、百慕大、中美洲、南美洲亞馬遜雨林以北的部分。其中大部分位於國際日期變更線以東，在4月7日看到日食，剩下的部分在4月8日看到日食。

### 基本參數
- 類型：日環食
- 食甚中心處（位於墨西哥克拉里翁島以西約1400公里的太平洋東部）資料：
  - 時間：1940年4月7日20:20:56.4
  - 地點：19°13.4′N 128°31.7′W / 19.2233°N 128.5283°W
  - 食分：0.9394（環食帶內最大）
  - 日環食持續時間：7分30.4秒

## 相關的日食

### 1939-1942年的日食
月球交替位於相對的月球交點時，以半個交點年（食年），即約177天又4小時間隔出現下列日食。
| 降交點                                          | 降交點                   |          | 升交點                   | 升交點 |
| 沙羅周期                                        | 地圖                     | 沙羅周期 | 地圖                     |        |
| 118                                             | 1939年4月19日 環食       | 123      | 1939年10月12日 全食      |        |
| 128                                             | 1940年4月7日 環食        | 133      | 1940年10月1日 全食       |        |
| 138                                             | 1941年3月27日 環食       | 143      | 1941年9月21日 全食       |        |
| 148                                             | 1942年3月16日 偏食（南） | 153      | 1942年9月10日 偏食（北） |        |
| 註：1942年8月12日的日偏食屬於下一組交點年系列。 |                          |          |                          |        |

### 沙羅周期
沙羅週期長度為18年11天。本次日食屬於沙羅週期128，共包含73次日食，依次為984年8月29日至1399年5月6日的24次日偏食、1417年5月16日至1471年6月18日的4次日全食、1489年6月28日至1543年7月31日的4次全環食（亦稱混合食）、1561年8月11日至2120年7月25日的32次日環食、2138年8月5日至2282年11月1日的9次日偏食，總共歷時1298.17年。其中最長的全食發生於1453年6月7日，共持續了1分45秒。
下表列舉了1901年至2100年間發生的屬於該周期的日食，是第52至62次：
| 52            | 53            | 54            |
| ------------- | ------------- | ------------- |
| 1904年3月17日 | 1922年3月28日 | 1940年4月7日  |
| 55            | 56            | 57            |
| 1958年4月19日 | 1976年4月29日 | 1994年5月10日 |
| 58            | 59            | 60            |
| 2012年5月20日 | 2030年6月1日  | 2048年6月11日 |
| 61            | 62            |               |
| 2066年6月22日 | 2084年7月3日  |               |

## 資料來源
1. ↑  樊忠玉. . 中国天文科普网.   [2016-03-27]. （原始内容存档于2014-09-17）.
2. 1 2  Fred Espenak. . NASA Eclipse Web Site.   [2016-03-27]. （原始内容存档于2020-10-20）.（英文）
3. ↑  Fred Espenak. . NASA Eclipse Web Site.   [2016-03-27]. （原始内容存档于2020-10-20）.（英文）
4. ↑  Xavier M. Jubier. .   [2016-03-27]. （原始内容存档于2019-06-10）.（法文）（英文）
5. ↑  Fred Espenak. . NASA Eclipse Web Site.   [2016-03-27]. （原始内容存档于2008-08-29）.（英文）
6. ↑  Fred Espenak. . NASA Eclipse Web Site.（英文）

## 外部連結
- NASA日食專頁（页面存档备份，存于）（英文）
- 可見區域圖和時間統計：由弗雷德·埃斯佩纳克做出的日食預報，NASA/GSFC
  - Google互動地圖呈現的日食範圍
  - 貝塞爾元素
- Google地圖顯示的日環食和日偏食範圍（页面存档备份，存于）（法文）（英文）

| \| \| 日食 \|                              |                             |                                           |
| 上一次日食： 1939年10月12日日食 （日全食） | 1940年4月7日日食 （日環食） | 下一次日食： 1940年10月1日日食 （日全食） |
| 上一次日環食： 1939年4月19日日食           | 1940年4月7日日食 （日環食） | 下一次日環食： 1941年3月27日日食          |
|                                            | 日食                        |                                           |